# Sierra McCormick
Sierra Nikole McCormick (Asheville, Carolina do Norte, 28 de outubro de 1997) é uma atriz norte-americana.
Ela é mais conhecida por seu papel na série, Programa de Talentos, no qual interpreta "Olive Doyle", a melhor amiga de "China Parks" e de "Fletcher Quimby", interpretados por China Anne McClain e Jake Short.No seriado ela interpreta Olive Doyle uma menina dotada de uma memória fotográfica capaz de lembrar-se de qualquer coisa, também ficou conhecida por ter interpretado o demônio Lilith na série Supernatural. Seu mais recente trabalho foi como a telefonista Fay no filme 'The Vast of Night' da Amazon Prime. Sierra McCormick nasceu em Asheville, Carolina do Norte. Ela se mudou para Los Angeles, Califórnia, em uma idade jovem.

## Carreira
Sua primeira aparição na tela foi creditado, na série de televisão 'Til Death com a idade de nove. Em 2007, ela bateu para fora milhares de outras crianças para ser lançado na segunda temporada do game show Você é mais esperto do que um quinto Grader? Ela também estrelou na série da Disney Channel Hannah Montana em 2008 episódio "Welcome to the Bungle", também fez uma aparição em Supernatural como Lilith,Ela também co-estrelou com McClain no filme Jack and Janet salvar o planeta. Outros créditos McCormick incluem o filme Ramona and Beezus, em 2010, como Susan Kushner e o filme para TV A Nanny para o Natal em 2011. Em 2011, ela foi escolhida para o papel de Olive, uma menina com uma memória fotográfica, na série ANT Disney Channel Farm. Ela foi lançada depois de uma audição onde ela continuamente falou sobre tigres. Dan Signer declarou: "E, como eu ouvi ela continuamente falando sobre tigres, eu pensei, 'Isso é apenas como Olive soaria.' Que é como Sierra tem essa parte". De acordo com uma entrevista com McCormick, conseguir o papel foi fácil porque ela e China já eram amigas de sua experiência de trabalho anterior

## Vida pessoal
McCormick atualmente mora em Los Angeles, Califórnia, com seus pais e irmã Kayla. Ela tem um cachorro chamado Annie, com quem ela apareceu com em uma campanha publicitária PETA promover a adoção de animais do abrigo.

## Filmografia

### Cinema
| Ano  | Título                  | Papel               | Notas          |
| ---- | ----------------------- | ------------------- | -------------- |
| 2009 | Land of the Lost        | Criança de Tar Pits |                |
| 2010 | Ramona and Beezus       | Susan               |                |
| 2011 | Spooky Buddies          | Alice               |                |
| 2015 | Some Kind of Hate       | Moira               |                |
| 2017 | In the Shadows          | Criatura            | Curta-metragem |
| 2018 | The Christmas Trap      | Kara Gentry         |                |
| 2018 | The Honor List          | Charlotte           |                |
| 2019 | The Vast of Night       | Fay Crocker         |                |
| 2019 | All Good Things         | Bailey              |                |
| 2019 | VFW                     | Lizard              |                |
| 2021 | We Need to Do Something | Melissa             |                |
| 2022 | Exploited               | Chloe               |                |

### Televisão
| Ano       | Título                         | Papel               | Notas                                     |
| --------- | ------------------------------ | ------------------- | ----------------------------------------- |
| 2007      | 'Til Death                     | Criança             | Episodio: "Summer of Love"                |
| 2007-2009 | Curb Your Enthusiasm           | Emma                | 3 episódios                               |
| 2008      | Supernatural                   | Lilith              | 2 episódios                               |
| 2008      | Boston Legal                   | Daniella            | Episódio: "Dances with Wolves"            |
| 2009      | Criminal Minds                 | Lynn Robillard      | Episódio: "Bloodline"                     |
| 2009      | Hannah Montana                 | Gillian             | Episódio: "Welcome to the Bungle"         |
| 2009      | Monk                           | Anne Marie          | Episódio: "Mr. Monk and the Dog"          |
| 2009      | The Dog Who Saved Christmas    | Kara Bannister      | Filme de TV                               |
| 2009      | Jack and Janet Save the Planet | Molly               | Filme de TV                               |
| 2010      | Medium                         | Allison adolescente | Episódio: "There Will Be Blood... Type A" |
| 2010      | CSI: Crime Scene Investigation | Gracie Layman       | Episódio: "Irradiator"                    |
| 2010      | Romantically Challenged        | Scout Thomas        |                                           |
| 2010      | A Nanny For Christmas          | Jackie Ryland       | Filme de TV                               |
| 2011-2014 | A.N.T. Farm                    | Olive Doyle         | 62 episódios                              |
| 2011-2014 | Jessie                         | Connie Thompson     | 3 episódios                               |
| 2013      | The Breakdown                  | Garotinha           | Filme de TV                               |
| 2016      | Twisted Sisters                | Sarah               | Filme de TV                               |
| 2018      | Watching Over You              | Allie               | Filme de TV                               |
| 2018      | Pretty Little Stalker          | Bridget             | Filme de TV                               |
| 2019      | Who Stole My Daughter?         | Katie Sullivan      | Filme de TV                               |
| 2021      | American Horror Stories        | Scarlett            | 3 episódios                               |